# 1889.
◄ | 18. stoljeće | 19. stoljeće | 20. stoljeće | ►
◄ | 1850-ih | 1860-ih | 1870-ih | 1880-ih | 1890-ih | 1900-ih | 1910-ih | ►
◄◄ | ◄ | 1886. | 1887. | 1888. | 1889. | 1890. | 1891. | 1892. | ► | ►►
Arhitektura • Astronomija • Biologija • Film • Fotografija • Glazba • Kazalište • Kemija • Kiparstvo • Knjige • Književnost • Kršćanstvo • Meteorologija • Medicina • Planinarstvo • Politika • Pravo • Promet • Slikarstvo • Šport • Znanost • Zrakoplovstvo • Željeznički promet

## Događaji
- Svjetska izložba u Parizu; izgrađen Eiffelov toranj.
- 30. siječnja – Nadvojvoda Rudolf, nasljednik Austro-Ugarskog prijestolja, pronađen mrtav u dvorcu Mayerling zajedno s ljubavnicom Marijom Vetsera.
- 2. listopada – Ministar vanjskih poslova SAD James G. Blaine otvorio je u Washingtonu prvu panameričku konferenciju na kojoj je donesena odluka o osnivanju Ureda međunarodne unije američkih republika sa sjedištem u tom gradu. SAD su tako postigle svoj cilj – šifrenje političkog i privrednog utjecaja u Latinskoj Americi.

## Rođenja
- 21. siječnja – Pitirim Sorokin, rusko-američki sociolog († 1968.)
- 27. veljače – Rudolf Eckert, hrvatski novinar i publicist († 1915.)
- 10. ožujka – Joza Kljaković, hrvatski slikar († 1969.)
- 14. travnja – Augustin Čičić, hrvatski pjesnik i književni kritičar († 1955.)
- 16. travnja – Charles Chaplin, američki glumac, redatelj i scenarist († 1977.)
- 20. travnja – Adolf Hitler,  njemački državnik, nacist i diktator Trećeg Reicha († 1945.)
- 11. svibnja – Maksimilijan Vanka, hrvatski slikar i kipar († 1963.)
- 7. lipnja – Frank Duff,  irski katolički aktivist († 1980.)
- 5. srpnja – Jean Cocteau, francuski filmski redatelj, slikar i književnik († 1963.)
- 14. srpnja – Ante Pavelić, hrvatski ustaški političar, pisac i državnik; posljednji poglavnik NDH († 1959.)
- 30. srpnja – Juan Bielovucic Cavalie, peruanski zrakoplovac hrvatskog porijekla († 1949.)
- 26. rujna – Martin Heidegger, njemački filozof († 1976.)
- 1. studenog – Philip Noel-Baker, britanski političar, diplomat, humanista i sportaš († 1982.)
- 20. studenog –  Edwin Hubble, američki astronom († 1953.)
- 30. studenog – Edgar Douglas Adrian, britanski liječnik, nobelovac († 1977.)
- 20. prosinca – Božidar Širola, hrvatski skladatelj i etnomuzikolog († 1956.)

## Smrti
- 14. siječnja – Ema Pukšec, hrvatska operna pjevačica (* 1834.)
- 15. travnja – Otac Damien, belgijski svećenik, svetac (* 1840.)
- 15. lipnja – Mihai Eminescu, rumunjski pjesnik (* 1850.)
- 1. kolovoza – Ivan Kukuljević Sakcinski, hrvatski političar, književnik i povjesničar (* 1816.)
- 6. kolovoza – Adolf Veber Tkalčević, hrvatski filolog, književnik, književni kritičar i estetičar (* 1825.)
- 11. listopada – James Prescott Joule, engleski fizičar (* 1818.)
- 10. prosinca – Ante Kovačić, hrvatski književnik (* 1854.)
- 31. prosinca – Ion Creangă, rumunjski književnik (* 1837.)

## Vanjske poveznice
|  | Zajednički poslužitelj ima još gradiva o temi 1889. |